# 木村雄宗
木村 雄宗（きむら たけむね、1931年2月10日 - 2006年2月5日）は、日本の経営者。三菱自動車工業社長、会長を務めた。

## 来歴・人物
大阪府大阪市出身。1954年に京都大学工学部を経て、1955年に京都大学大学院工学研究科を修了し、同年に三菱重工業に入社。1970年に分社独立した三菱自動車工業に転じ、1989年6月に取締役に就任し、常務、専務、副社長を経て、1996年6月に社長に就任。1999年から会長を務めた。
2006年2月5日、胆管癌で死去。74歳没。